# Levitikus
Levitikus (abgekürzt Lev) ist das dritte Buch des Pentateuch. In jüdischen Bibelübersetzungen heißt das Buch nach seinem ersten Wort Wajikra (hebräisch וַיִּקְרָא wajjiqrāʾ „Und er rief“). Einige evangelische Bibelübersetzungen bezeichnen das Buch als Drittes Buch Mose.
Im Pentateuch bildet Levitikus als das dritte der fünf Bücher das Zentrum: JHWH offenbart Mose die Lebensordnung für Israel als „heiliges und priesterliches Volk“. Die Anwesenheit JHWHs in seinem Heiligtum mitten in Israel erfordert die Heiligkeit der Israeliten mit einem Ineinander von ethischen und kultischen Regelungen. Den Kohanim kommen dabei besondere Aufgaben zu. Das Buch Levitikus erläutert, auf welchen Wegen Versöhnung zwischen Israel und seinem Gott immer wieder erreicht werden kann.

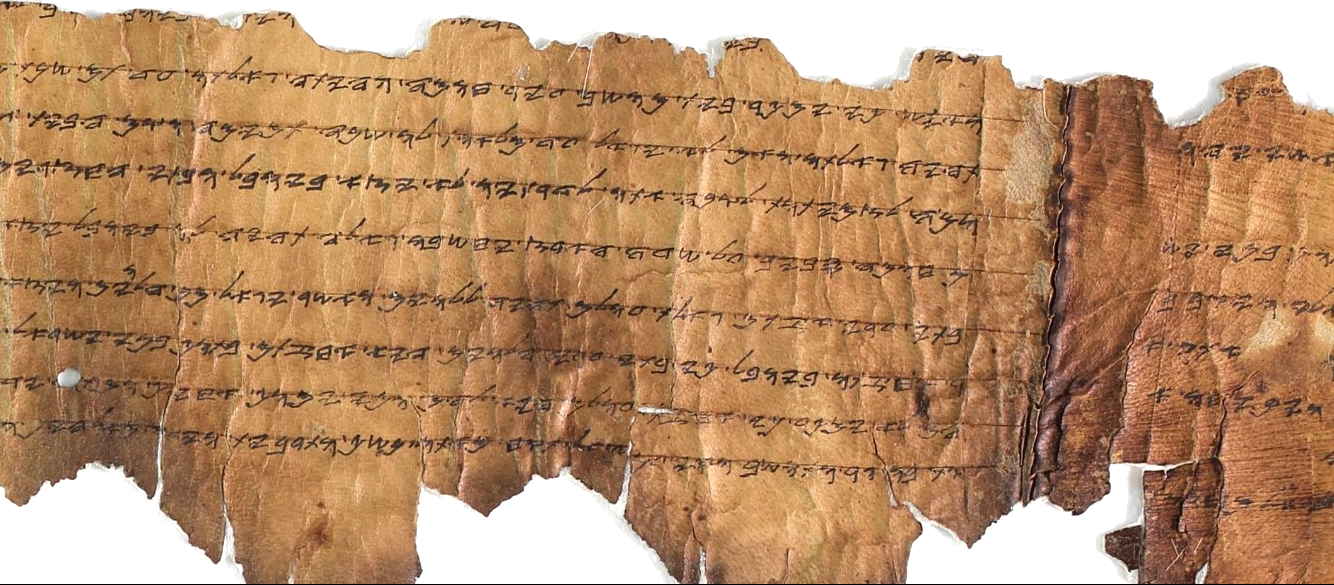
Levitikusrolle in althebräischer Schrift (11QpaleoLev^{a}, Schrein des Buches im Israel-Museum, Jerusalem)

## Wajikra – Levitikus – Drittes Buch Mose
Beim hebräischen Buchtitel handelt es sich um eine Benennung nach den Anfangsworten (Incipit). Sie lauten: hebräisch וַיִּקְרָא wajjiqrā‘ „Und er rief“. In der jüdischen Traditionsliteratur heißt Levitikus auch hebräisch תורת כהנים tôrat kohānîm, „Weisung für die Priester.“
Der Buchtitel in der Septuaginta lautet altgriechisch Λευιτικόν (βιβλίον) Leuitikón (biblíon) „levitisches (Buch)“. In hellenistischer Zeit bezeichnete man die jüdischen Priester als Leviten. Der Unterschied, der in der Tora zwischen Kohanim (Priestern) und Leviten gemacht wird, war verblasst und spielte keine Rolle mehr: Idealerweise waren alle Priester Angehörige des Stammes Levi und also „Leviten“. Das ist für heutige Leser insofern irreführend, als das Buch sich hauptsächlich mit den Kohanim beschäftigt, während die Leviten nur an einer Stelle (Lev 25,32–34 ) überhaupt erwähnt werden.

## Textüberlieferung
Der Text von Levitikus ist außergewöhnlich gut überliefert, was den Stellenwert des Buchs zur Zeit des Zweiten Tempels unterstreicht. Fragmente von mindestens zwölf Buchrollen befinden sich im Textkorpus der Qumran-Handschriften, darunter ein wohlerhaltenes Exemplar in althebräischer Schrift (11QpaleoLev, Foto). Die Unterschiede zum Masoretischen Text sind gering, mit einer Ausnahme: 4Q365, Fragment 23 enthält im Anschluss an Lev 23,44  eine Anordnung über sonst unbekannte Erntefeste für Holz und Öl.
Die Septuaginta-Version von Levitikus bleibt nah an ihrer hebräischen Vorlage, die im Allgemeinen mit dem Masoretischen Text übereinstimmt, aber in einigen Fällen mit dem Samaritanischen Pentateuch und griechischen Levitikus-Fragmenten aus Qumran. Der Übersetzer war imstande, ein flüssiges Griechisch zu schreiben, strebte aber nach einer wörtlichen Wiedergabe des Hebräischen, wo das möglich war. Eine wichtige inhaltliche Textänderung findet sich in Lev 24,16 : „Wer aber den Namen des Herrn nennt, soll durch den Tod hingerichtet werden. Mit Steinen soll die ganze Versammlung Israels ihn steinigen. Ob Hinzugekommener oder Eingeborener – wenn er den Namen des Herrn nennt, soll er sterben.“ Während im Masoretischen Text nur das Schmähen des Gottesnamens JHWH verboten ist, wird in der Septuaginta jedes Aussprechen des Namens mit der Todesstrafe geahndet.

## Verfasser
Die Überlieferung der im Buch Levitikus enthaltenen Traditionen und deren Niederschrift verortet Thomas Hieke in der Jerusalemer Priesterschaft. Frauen waren wohl kaum beteiligt. Auch wo es im Text um Themen geht, die nur Frauen betreffen, werden sie aus männlicher Perspektive abgehandelt. Andererseits unterscheidet Levitikus bei den Laien nicht zwischen Männern und Frauen: alles, was Nicht-Priester tun dürfen, können sowohl Männer als auch Frauen verrichten. Das in diesem Kontext gern gebrauchte Wort ist hebräisch נֶפֶשׁ næfæš „Seele, Kehle, Leben“.
In Levitikus werden die priesterlichen Privilegien, Aufgaben und Einkünfte grundsätzlich aus priesterlicher Perspektive dargestellt; angeredet sind aber nicht exklusiv Priester, sondern auch Laien. Letztere sollen offenbar über kultische Verrichtungen Bescheid wissen, auch wenn diese Priestern vorbehalten sind. Insofern haben Laien eine Art Kontrollfunktion.

## Levitikus als Buch
Häufig wird Levitikus einfach als dritter Teil des Pentateuch gesehen: der Text des Pentateuch war so umfangreich, dass man ihn auf fünf Buchrollen aufteilen musste, und Levitikus war deren dritte, inhaltlich die Fortsetzung der Sinaiperikope, die im Buch Exodus begonnen hatte und bis ins Buch Numeri reichte. Dagegen gibt es in neuerer Zeit Vorschläge, Levitikus als kunstvolle Komposition zu lesen. Mary Douglas meint beispielsweise, dass das Buch in Analogie zum Wüstenheiligtum (Mischkan) aufgebaut sei und seine Lektüre bzw. sein Vortrag daher einem Pilgerweg zu diesem Heiligtum gleichkomme.
Das Buch Levitikus besteht aus erzählten, wörtlich zitierten Gottesreden; von seiner Großstruktur ist es ein Erzähltext. Die Gottesrede an Mose wird jeweils mit der Formel „Und JHWH sprach zu Mose: Sprich zu X …“ (oder Abwandlungen davon) eingeleitet. Diese sich wiederholende Formel gliedert den Text. Kapitel 1–24 bezeichnen als Ort dieser Reden stets das „Zelt der Begegnung“, Kapitel 25–27 dagegen den Berg Sinai. Das bedeutet freilich keine Ortsveränderung, da das Zelt und damit der gesamte Offenbarungsvorgang am Sinai gedacht ist.

## Gliederung
Die folgende Gliederung folgt dem Endtext-orientierten Kommentar von Thomas Hieke. Die von ihm vertretene Komposition mit dem Versöhnungstag als Zentrum wurde zuvor von Erich Zenger vorgeschlagen:
1. Opferbestimmungen (Lev 1–7),
2. Einsetzung der Priester als Träger der Heiligkeit (Lev 8–10),
3. Reinheit im Alltag (Lev 11–15),
4. Der Versöhnungstag, Jom Kippur (Lev 16–17),
5. Heiligkeit im Alltag (Lev 18–20),
6. Einzelgebote für Priester und Opfer zur Wahrung der Heiligkeit (Lev 21–22),
7. Leben in der Gemeinschaft mit Gott (Lev 23–27).

## Inhalt
Levitikus hat Ähnlichkeit mit Ritualhandbüchern, wie sie aus Mesopotamien, Kleinasien und Ugarit bekannt sind. Sie definieren, welche Materien für ein bestimmtes Ritual benötigt werden, unter welchen Bedingungen es vollzogen wird und was die einzelnen Schritte des Rituals sind. Vieles, was zum Vollzug des Rituals nötig wäre zu wissen, bleibt unausgeführt, weil es priesterliches Berufswissen war, das vorausgesetzt wurde. Das ist auch in Levitikus so. Gelegentlich wird im Text auf dieses Exklusivwissen angespielt mit der Formulierung hebräisch כמשפת kammišpāṭ „wie es Brauch ist.“ Einzelne Ritualbeschreibungen werden häufig eingeleitet oder abgeschlossen mit der Formel: „Das ist die Weisung (hebräisch תורה tôrāh) für X …“ Damit wird lapidar festgestellt, dass dies die korrekte Weise ist, das entsprechende Ritual zu vollziehen. Levitikus geht also davon aus, dass es für Rituale die eine richtige, standardisierte Form gibt.

Grobgliederung Levitikus

### Opfergaben (Kapitel 1–7)
Das Buch beginnt mit Vorschriften zum Darbringen unterschiedlichster Opfer (Brandopfer, Speiseopfer, Mahlopfer, Sühneopfer, Wiedergutmachungsopfer), die von den Priestern, Aaron und seinen Nachkommen durchgeführt werden. Des Weiteren werden die Pflichten der Priester beschrieben. Die verschiedenen Opferarten haben im hebräischen Original jeweils ganz eigenständige Namen, heißen also nicht jeweils „…-Opfer“. Bei der Übersetzung in moderne Sprachen ist dies sehr schwierig wiederzugeben, da unsere Kultur solche Handlungen und die entsprechende reichhaltige Fachsprache nicht mehr kennt.

### Aarons Priesterweihe (Kapitel 8–10)
Mit der Weihe Aarons und seiner Söhne zum Priester wird der Priesterstand der Israeliten begründet.
Nadab und Abihu, zwei Söhne Aarons, begehen einen schweren Verstoß gegen die Opfervorschriften und werden von Gott getötet.

### Rituelle Reinheitsgebote (Kapitel 11–15)
Vorschriften zum Verzehr erlaubter Tierarten werden gegeben. Darauf folgen Angaben über die rituelle Reinheit von Menschen in verschiedenen Situationen (Geburt, Menstruation, Geschlechtsverkehr, Krankheit).
Ausführlich wird in Kapitel 13 und 14 auf den Umgang mit Aussätzigen eingegangen. Auch wenn aus dem Text nicht explizit hervorgeht, welche Krankheit (mit hebräisch Zaraath/Ṣaarʿat „Niederschlag, Ausschlag“, von zara’a „[von Gott] geschlagen werden, aussätzig werden“ – in der Vulgata von Hieronymus folgenreich mit lepra übersetzt – das deutsche Wort „Aussatz“ gibt es als uzsatz erst seit dem 13. Jahrhundert) gemeint ist – die Beschreibung könnte sich auf verschiedene Erkrankungen mit Hautsymptomen beziehen –, kann wegen der Allgegenwart der Lepra zur damaligen Zeit und dem üblichen Umgang mit den Leprakranken davon ausgegangen werden, dass die Regeln auch den Umgang mit Leprakranken betreffen:

„Und wenn der Priester die Stelle an der Haut sieht, dass die Haare dort weiß geworden sind und die Stelle tiefer als die übrige Haut, so ist es eine aussätzige Stelle. Wenn der Priester das an ihm sieht, soll er ihn unrein sprechen … Wer nun aussätzig ist, soll rufen: ‚Unrein! Unrein!‘ Und solange der Aussatz an ihm ist, soll er unrein sein, allein wohnen und seine Wohnung außerhalb des Lagers sein.“

In den folgenden Aussagen wird genau darauf eingegangen, wie der Priester den weiteren Verlauf der Erkrankung beobachten und beurteilen soll, welche Handlungen zu erfolgen haben.
Im Neuen Testament wird erzählt, dass Jesus Christus einen Aussätzigen heilte und zum Tempel schickte, damit ein Priester mit ihm das Ritual zur Wiederaufnahme in die Gesellschaft durchführte.

### Jom Kippur (Kapitel 16)
Das alljährliche Fest zur Sündenvergebung aller Israeliten wird eingesetzt. Die Vertreibung des Sündenbocks bildet den Ursprung des jüdischen Versöhnungstages.

### Heiligkeitsgesetz (Kapitel 17–26)
Die geheiligte Lebensweise wird zuerst durch den rechten Umgang mit dem Blut von Speise- und Opfertieren erreicht. Dies ist grundlegend, da nach jüdischer Lehre das Blut die Seele ist (Lev 17 ).
Ein zweiter Regelkomplex betrifft Heiratsverbote zwischen Verwandten sowie Vorschriften zum Sexualverhalten. Inzest (Lev 18,6–18 ), Geschlechtsverkehr während der Menstruation, Geschlechtsverkehr zwischen männlichen Beteiligten (Lev 18,22 ) sowie der Geschlechtsverkehr zwischen Mensch und Tier (Lev 18,23 ) werden streng untersagt. Strafen beim Übertreten dieser Regeln sind in Kapitel 20 angegeben (in der Regel Todesstrafe) (Lev 20 ).
In Kapitel 19 heißt es hinsichtlich sozialem Verhalten und Nächstenliebe in Anklang an die Zehn Gebote beispielsweise: Jeder soll Mutter und Vater fürchten und den Sabbat achten (Lev 19,3 ). Vor „grauem Haar“ soll man aufstehen, das Ansehen eines Greises ehren (Lev 19,32 ).
Man soll nicht stehlen, nicht täuschen und einander betrügen (Lev 19,11 ). Das gilt auch vor Gericht und beim Verwenden von Messgeräten und Messverfahren (Lev 19,13 ), (Lev 19,36 ).
In der Rechtsprechung soll man kein Unrecht tun (Lev 19,15 ), Stammesgenossen nicht verleumden und nicht das Leben des Nächsten fordern (Lev 19,16 ). Den Nächsten soll man nicht hassen (Lev 19,17 ), ihn nicht ausbeuten (Lev 19,13 ), ihm nichts nachtragen oder Rache üben, sondern: „Du sollst deinen Nächsten lieben wie dich selbst“ (Lev 19,18 ) – auch Fremde, die im Übrigen wie Einheimische gelten müssen (Lev 19,34 ) und nicht unterdrückt werden dürfen (Lev 19,33 ). Taube soll man nicht verfluchen und Blinden kein Hindernis in den Weg stellen (Lev 19,14 ).
Zu Ackerbau und Viehzucht führt Kapitel 19 auch Vorschriften an, die Auswirkung auf jüdische Speisegesetze haben: Felder sollen nicht bis zum äußersten Rand abgeerntet und nicht nachgelesen werden (Lev 19,9 ). Auch im Weinberg soll keine Nachlese erfolgen, die abgefallenen Beeren sollen nicht eingesammelt werden (Lev 19,9 ). Die Früchte von Obstbäumen dürfen erst im fünften Jahr verzehrt werden (Lev 19,25 ). Dem Verbot, Unterschiedliches zu mischen, entspringt die Forderung, dass Tiere verschiedener Art sich nicht paaren, Felder nicht mit zweierlei Arten besät werden, aber auch, dass Kleider nur aus einer Garnart bestehen dürfen (Lev 19,19 ).
Auch Vorschriften zur Sexualität finden sich in Kapitel 19: Hat eine Frau, die einem Mann als Sklavin zur Nebenfrau bestimmt ist, Geschlechtsverkehr mit einem anderen Mann, muss sie bestraft werden, aber – anders als Freie – nicht mit dem Tode (Lev 19,20 ). Die eigene Tochter darf nicht der Unzucht preisgegeben werden (Lev 19,29 ).
Fremde Kultbräuche sind verboten. So darf man nichts Blutiges essen, Wahrsagerei und Zauberei weder betreiben noch aufsuchen. Das Kopfhaar darf nicht rundum abgeschnitten, der Bart nicht gestutzt werden (Lev 19,26–31 ).
In Kapitel 20 werden verschiedene todeswürdige Vergehen aufgeführt. Zunächst geht es dabei um ein Verbot von Kinderopfern und Totenbeschwörung. Auch seinen Eltern zu fluchen wird hier aufgeführt. In einer weiteren ausgedehnten Passage geht es um sexuelle Vergehen, die mit dem Tode bestraft werden sollen. Dazu zählt jede Form des Ehebruchs, insbesondere des innerfamiliären, aber auch zoosexuellen oder schwulen Geschlechtsverkehr. Viele Regeln sind eine Wiederholung jener aus Kapitel 18. Schon das Entblößen von Verwandten wird verboten, aber auch der Beischlaf mit einer Schwägerin, der allerdings ja als Leviratsehe im Fall kinderlosen Versterbens des Bruders sogar gefordert sein kann. Hier wird dann auch keine Todesstrafe gefordert.
Besondere Regeln gelten für das Verhalten von Priestern, sowohl im Alltagsleben (Lev 21 ) als auch in ihrer religiösen Rolle (Lev 22 ) sowie für deren Töchter. Die Priestereigenschaft des Vaters führt zur Todesstrafe durch Verbrennen für jede Frau, die als Dirne tätig wird (Lev 21,9 ).
Daneben gibt es spezielle religiöse Festtage: Der Sabbat als letzter (siebter) Tag jeder Woche, Jom Kippur und das Laubhüttenfest (Lev 23 ). Es folgen Vorschriften zum Tempelritus und Strafmaßnahmen (Lev 24 ) – hieraus auch die Festlegung der Todesstrafe durch Steinigung für Gotteslästerung, deren Durchführung in einem Fall beschrieben wird (Lev 24,16 ). Auch der Ausspruch „Auge um Auge, Zahn um Zahn“ (Lev 24,20 ) – sowie Bestimmungen zum Sabbatjahr, Erlassjahr und zur Möglichkeit der Sklaverei (Lev 25 ) finden sich in diesem Buch.

Einer abschließenden Verheißung und Verfluchung Gottes (Lev 26 ) – später oft Grundlage für Strafpredigten, daher der Ausdruck „jemandem die Leviten lesen“ – folgt ein nachträgliches Kapitel über Bestimmungen der Gelübde (Lev 27 ).

### Textausgaben
- Biblia Hebraica Stuttgartensia. Deutsche Bibelgesellschaft, 5. Auflage Stuttgart 1997, ISBN 3-438-05219-9.
- Leviticus. וַיִּקְרָא. Hrsg. von Innocent Himbaza (= Biblia Hebraica Quinta. Faszikel 3). Deutsche Bibelgesellschaft, Stuttgart 2020. ISBN 978-3-438-05263-6.
- The Jerusalem Bible Edition of The Koren Tanakh. Hebräisch / Englisch. Koren Publishers, 3. Auflage Jerusalem 2015. ISBN 978-965-301-723-8. Standardausgabe der Hebräischen Bibel in Israel, englische Übersetzung (von Harold Fisch) genehmigt durch die Rabbiner Moshe Feinstein und Joseph B. Soloveitchik.

### Hilfsmittel
- Wilhelm Gesenius: Hebräisches und Aramäisches Handwörterbuch über das Alte Testament. Hrsg.: Herbert Donner. 18. Auflage. Springer, Berlin / Heidelberg 2013, ISBN 978-3-642-25680-6.

### Kommentare
- Thomas Hieke: Levitikus. Erster Teilband: 1–15. Übersetzt und ausgelegt. Herders Theologischer Kommentar zum Alten Testament. Herder, Freiburg u. a. 2014, ISBN 978-3-451-26806-9.
- Thomas Hieke: Levitikus. Zweiter Teilband: 16–27. Übersetzt und ausgelegt. Herders Theologischer Kommentar zum Alten Testament. Herder, Freiburg u. a. 2014, ISBN 978-3-451-26807-6. Rezension zu beiden: Dominik Markl in: Zeitschrift für katholische Theologie 138 (2016), S. 438.
- Jacob Milgrom: Leviticus: a book of ritual and ethics. Augsburg Fortress Press, Minneapolis 2004. ISBN 0-8006-9514-3.

### Forschungsstand
- Heinz-Josef Fabry, Hans-Winfried Jüngling (Hrsg.): Leviticus als Buch (= Bonner Biblische Beiträge. Band 119). Philo, Berlin u. a. 1999, ISBN 3-8257-0113-1.
- Rolf Rendtorff, Robert A. Kugler (Hrsg.): The Book of Leviticus: Composition and Reception (= Vetus Testamentum, Supplements. Band 93). Leiden u. a. 2003, ISBN 90-04-12634-1.
- Friedhelm Hartenstein, Konrad Schmid (Hrsg.): Abschied von der Priesterschrift? Zum Stand der Pentateuchdebatte. EVA Leipzig 2015, ISBN 978-3-374-03361-4.

### Monographien, Artikel
- Peter Altmann: Banned Birds: The Birds of Leviticus 11 and Deuteronomy 14. Mohr Siebeck, Tübingen 2019, ISBN 978-3-16-158163-2.
- Bryan D. Bibb: Ritual Words and Narrative Worlds in the Book of Leviticus. T & T Clark, New York u. a. 2007. ISBN 978-0-567-02713-9.
- Alfred Cholewiński: Heiligkeitsgesetz und Deuteronomium: eine vergleichende Studie (= Analecta Biblica. Band 66). Päpstliches Bibelinstitut, Rom 1976.
- Mary Douglas: Leviticus as Literature. Oxford University Press, Oxford u. a. 1999. ISBN 0-19-815092-X
- Thomas Hieke: Das Verbot der Übergabe von Nachkommen an den „Molech“ in Lev 18 und 20: Ein neuer Deutungsversuch. In: Die Welt des Orients 41/2 (2011), S. 147–167.
- Eve Levavi Feinstein: Sexual Pollution in the Hebrew Bible. Oxford University Press 2014. ISBN 978-0-19-939554-5
- Benjamin D. Gordon: Land and Temple: Field Sacralization and the Agrarian Priesthood of Second Temple Judaism. Walter de Gruyter, Berlin / Boston 2020. ISBN 978-3-11-042546-8.
- Francis Landy, Leigh M. Trevaskis, Bryan Bibb (Hrsg.): Text, Time, and Temple: Literary, Historical and Ritual Studies in Leviticus. Sheffield Phoenix Press, Sheffield 2015. ISBN 978-1-909697-51-5.
- Mark Leuchter: The Manumission Laws in Leviticus and Deuteronomy: The Jeremiah Connection. In: Journal of Biblical Literature 127/4 (2008), S. 635–653.
- Martin Leuenberger: Geschlechterrollen und Homosexualität im Alten Testament. In: Evangelische Theologie 80/3 (2020), S. 206–229.
- Bernard M. Levinson: The Birth of the Lemma: The Restrictive Reinterpretation of the Covenant Code’s Manumission Law by the Holiness Code (Leviticus 25, 44–46). In: Journal of Biblical Literature 124/4 (2005), S. 617–639.
- Christophe Nihan: Heiligkeitsgesetz und Pentateuch. Traditions- und kompositionsgeschichtliche Aspekte von Levitikus 26. In: Hartenstein/Schmid: Abschied, S. 186–218.
- Christophe Nihan: From Priestly Torah to Pentateuch: A Study in the Composition of the Book of Leviticus (FAT.2 25; Tübingen 2007). Review: Eckart Otto, Theologische Rundschau 74/4 (2009), S. 470–479.

- Eckart Otto: Priesterschrift und Deuteronomium im Buch Levitikus. Zur Integration des Deuteronomiums in den Pentateuch. In: Hartenstein/Schmid: Abschied, S. 161–185. (PDF)
- Thomas Pola: Die ursprüngliche Priesterschrift: Beobachtungen zur Literarkritik und Traditionsgeschichte von Pg. Neukirchener Verlag, Neukirchen-Vluyn 1995. ISBN 3-7887-1503-0.
- Eyal Regev: Priestly Dynamic Holiness and Deuteronomic Static Holiness. In: Vetus Testamentum 51/2 (2001), S. 243–261.
- Julia Rhyder: Centralizing the Cult. The Holiness Legislation in Leviticus 17–26. Mohr Siebeck, Tübingen 2019. ISBN 978-3-16-157685-0.
- Heinz Schreckenberg: Die Flavius-Josephus-Tradition in Antike und Mittelalter. Brill, Leiden 1972.
- Leigh M. Trevaskis: The Purpose of Leviticus 24 within its Literary Context. In: Vetus Testamentum 59/2 (2009), S. 295–312.
- Jonathan Vroom: Recasting Mišpāṭîm: Legal Innovation in Leviticus 24:10–23. In: Journal of Biblical Literature 131/1 (2012), S. 27–44

### Rezeption
- Daniel Stökl Ben Ezra: The Impact of Yom Kippur on Early Christianity: The Day of Atonement from Second Temple Judaism to the Fifth Century. Mohr Siebeck, Tübingen 2003. ISBN 3-16-148092-9.
- Marcel Poorthuis, Joshua Schwartz (Hrsg.): Purity and Holiness: The Heritage of Leviticus. Brill, Leiden 2000. ISBN 978-90-04-11418-0.
- Wesley J. Bergen: Reading Ritual: Leviticus in Postmodern Culture. T & T Clark, New York u. a. 2005. ISBN 0-567-04081-X.